# Ксонвиль
Ксонви́ль (фр. Xonville) — коммуна во французском департаменте Мёрт и Мозель, региона Лотарингия. Относится к  кантону Шамбле-Бюссьер.

## География

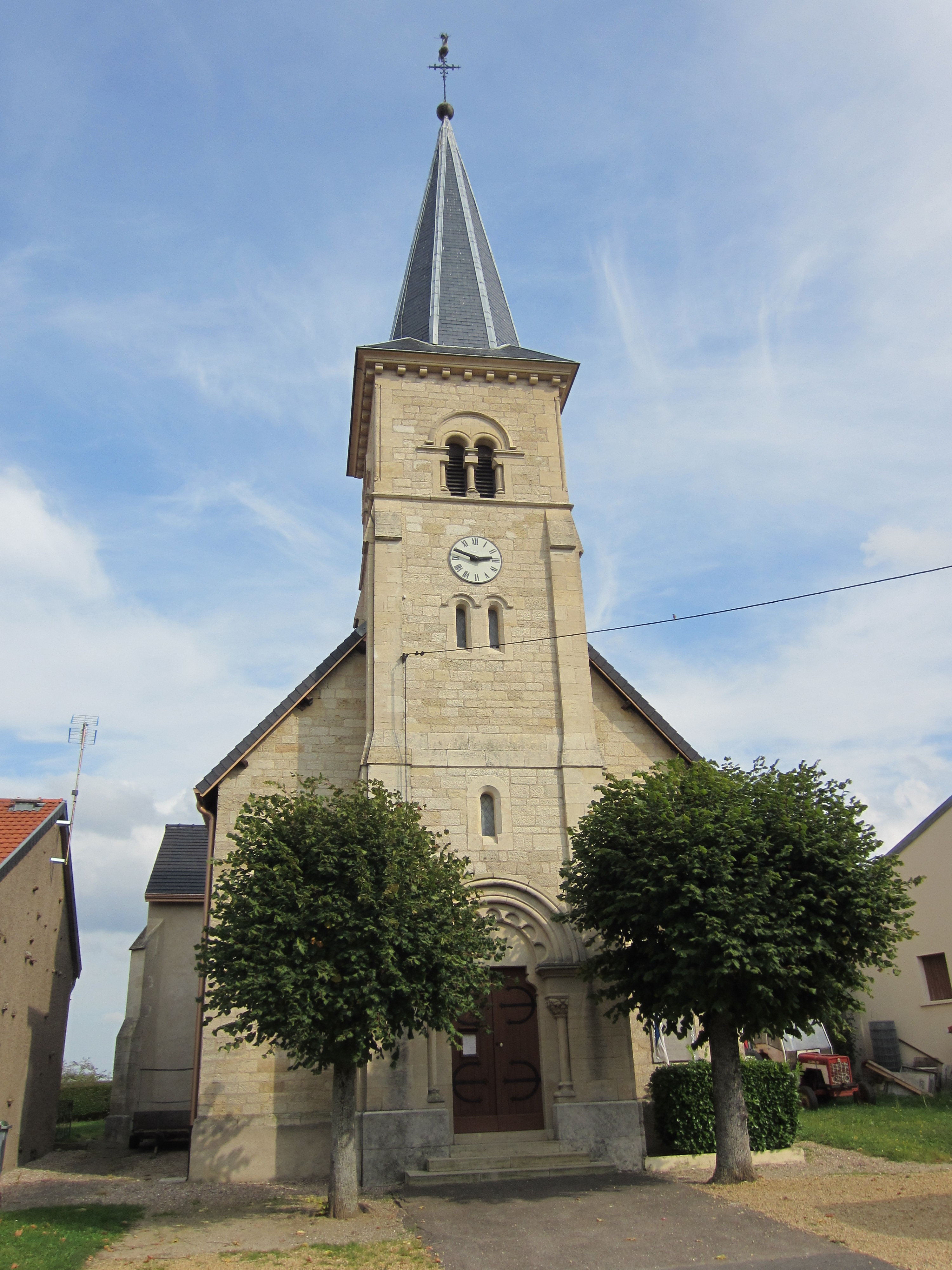
Церковь Сен-Люк.

Ксонвиль расположен в 25 км к западу от Меца и в 50 км к северо-западу от Нанси. Соседние коммуны: Пюксье на северо-востоке, Шамбле-Бюссьер на юго-востоке, Ажевиль на юге, Адонвиль-ле-Лашоссе на западе, Спонвиль на северо-западе.

## Демография
Население коммуны на 2010 год составляло 136 человек.
| 1962 | 1968 | 1975 | 1982 | 1990 | 1999 | 2010 |
| ---- | ---- | ---- | ---- | ---- | ---- | ---- |
| 121  | 111  | 92   | 91   | 105  | 99   | 136  |